# Прокопчук Юлія Анатоліївна
Ю́лія Анато́ліївна Прокопчу́к (нар. 23 жовтня 1986; Українка, Київська область, Україна) — українська стрибунка у воду (дайверка). Переможниця та призерка чемпіонатів світу та Європи з водних видів спорту. Багаторазова чемпіонка України, володарка Кубків України. Заслужений майстер спорту України зі стрибків у воду.
Учасниця двох Олімпійських ігор — у Пекіні та Лондоні на 10-метровій вишці в індивідуальному та синхронному розрядах — разом із Вікторією Потєхіною.
Представляє Центральний спортивний клуб Збройних сил України. Молодший лейтенант ЗСУ.

## Біографія
В 4-річному віці почала займатися художньою гімнастикою, однак через чотири роки, зважаючи на сімейні обставини (зайнятість батьків), стала займатися стрибками у воду. Перший тренер — Григорій Маргун.
Закінчила Національний університет фізичного виховання та спорту України.

## Спортивна кар'єра
На міжнародному рівні дебютувала на чемпіонаті світу в Монреалі (Канада) в 2005 році.
У 2012 році в дуеті з Вікторією Потехіною стала срібною призеркою чемпіонату Європи.
У 2013 році Прокопчук на чемпіонаті Європи зі стрибків у воду, що проходив у німецькому Ростоку, виграла золото в індивідуальному розряді та в парі з Олександром Бондарем. Після цього на чемпіонаті світу з водних видів спорту вона виборола бронзу, поступившись тільки двом китаянкам Сі Яцзе та Чень Жолінь.
Зараз займається у новому київському басейні, у якому проходять зйомки шоу «Вишка» каналу 1+1.
У липні 2015 року Юлія та Олександр Горшковозов посіли друге місце, командні змагання зі стрибків у воду (трамплін 3 м і вишка 10 м).
11 червня 2017 року оголосила про завершення спортивної кар'єри.

### Виступи на Олімпіадах
| Олімпіада    | Дисципліна                      | Результат | Місце |
| Пекін 2008   | Стрибки у воду. Вишка           | 290,40    | 20    |
| Лондон 2012  | Стрибки у воду. Вишка           | 344,55    | 12    |
| Лондон 2012  | Стрибки у воду. Синхронні вишка | 299,64    | 8     |
| Rostock 2013 | Стрибки у воду. Вишка           | 373.30    | 1     |
| Ріо 2016     | Стрибки у воду. Вишка           | 300,65    | 14    |